# Złotolitka murarkowa
Złotolitka murarkowa (Chrysura trimaculata) – gatunek błonkówki z rodziny złotolitkowatych.
Gatunek ten opisany został w 1853 roku przez Arnolda Förstera jako Chrysis trimaculata.
Błonkówka o wydłużonym ciele długości od 6 do 11 mm (u pokolenia letniego ciało mniejsze niż u wiosennego). Głowę ma zieloną, o silnie wydłużonych i dłuższych niż szerokość żuwaczek policzkach. Owłosienie ciemienia, wgłębienia czołowego i górnej części czoła jest jednobarwnie czarne lub brunatne. Włoski na górnej części czoła są dłuższe niż drugi człon czułków. Ubarwienie tułowia jest niebieskie z zielonymi lub złocistymi łatami. Tylny fragment zatarczki leży na opadającej ścianie tułowia. Zaplecze nie ma trójkątnej, połyskującej jamki w części przednio-grzbietowej, a jego boczne wyrostki są zębopodobne. Pozatułów ma trójkątne kąty z wcięciami u nasady i nieco wypukłymi krawędziami zewnętrznymi. Złocisty gaster cechuje się trzecim tergitem pozbawionym zębów i falistych wcięć na tylnym brzegu oraz o słabo rozwiniętym poprzecznym rządku punktów, a czwartym tergitem krótko i biało owłosionym. Punktowanie gaster jest jednolite i gęste, a przestrzenie międzypunktowe matowe.
Złotolitka ta ma dwa pokolenia rocznie. Larwy są pasożytami gniazdujących w pustych muszlach ślimaków z rodzaju Helix gatunków murarek. W przypadku pokolenia wiosennego są to Osmia bicolor i Osmia aurulenta, a w przypadku letniego Osmia spinulosa. Ponadto gatunek ten może pasożytować na smukliku Halictus calceatus.
Owad o rozprzestrzenieniu głównie środkowoeuropejskim. Znany z Francji, Belgii, Luksemburga, Niemiec, Szwajcarii, Austrii, północno-wschodnich Włoch, Polski, Czech, Słowacji, Węgier, Ukrainy, Mołdawii, Rumunii, Bułgarii, Albanii i Bliskiego Wschodu. W 2002 umieszczony na Czerwonej liście zwierząt ginących i zagrożonych w Polsce jako gatunek o słabo rozpoznanym statusie.